# Rapa Iti

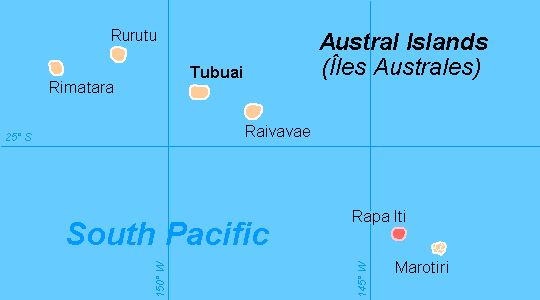
Australöarna med Rapa Iti i rött.

Rapa Iti (franska île Rapa Iti, tidigare Oparo) är en ö i Franska Polynesien i Stilla havet. Tillnamnet Iti (liten) hindrar förväxling med Rapa Nui (stora Rapa) eller Påskön.

## Geografi
Rapa Iti ligger i ögruppen Australöarna och ligger cirka 1 240 km söder om Tahiti och 513 kilometer från närmaste ö, Raivavae.
Ön har en area om ca 40 km² och har 515 invånare (2017) där de flesta bor i huvudorten Haurei på öns södra del.
Högsta höjden är den utslocknade vulkanen Mont Perehau med ca 650 m ö.h. och ön omges av ett rev. Till området räknas även l'îlots Marotiri-öarna.

## Fauna
Södra delen av Rapa Iti är ett fågelskyddsområde. Den akut hotade rapafruktduvan är endemisk på ön med under 250 häckande individer. Rapa Iti är också häckningsplats för små kolonier av pitcairnpetrell och den hotade rapaliran samt övervintringsplats för alaskaspov.

## Historia

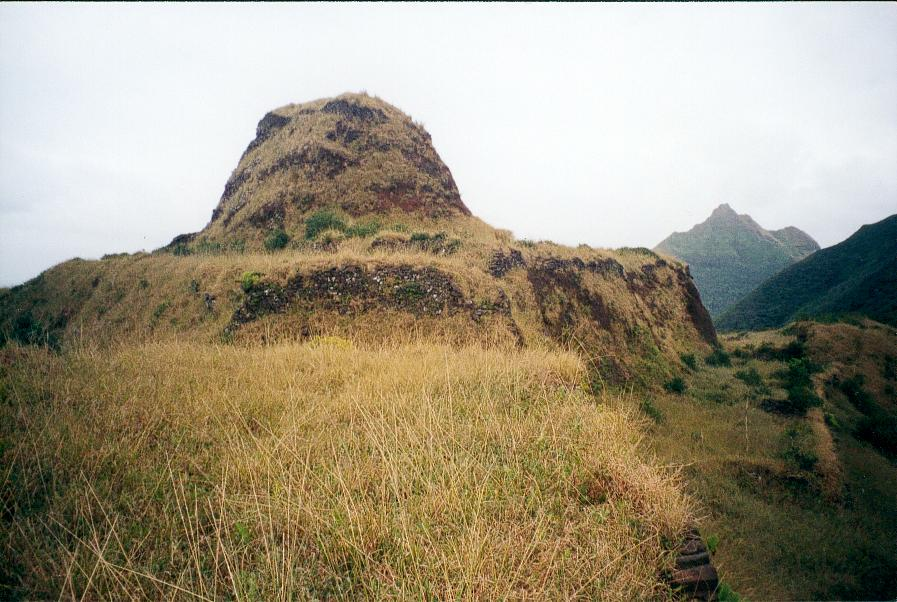
Befästning på Rapa Iti.

Rapa Iti beboddes troligen av polynesier redan på 1000-talet. I början bodde de i mindre byar, men från omkring år 1450 byggde de  befästningar i bergen och levde troligen i strid med varandra. Totalt 14 befästningar har hittats varav den största Morongo Uta grävdes ut av Thor Heyerdal 1956.
Ön upptäcktes av västerlänningar första gången 1791 av brittiske George Vancouver och 1826 inleddes övergången till kristendom när den engelske pastorn John Davies skickade 6 missionärer från Tahiti till ön.
1867 blev området ett franskt protektorat.
1903 införlivades ön tillsammans med övriga öar inom Franska Polynesien i det nyskapade Établissements Français de l'Océanie (Franska Oceanien).